# Dorymyrmex bituber
Dorymyrmex bituber är en myrart som beskrevs av Santschi 1916. Dorymyrmex bituber ingår i släktet Dorymyrmex och familjen myror.

## Underarter
Arten delas in i följande underarter:
- D. b. bituber
- D. b. laticeps

## Bildgalleri

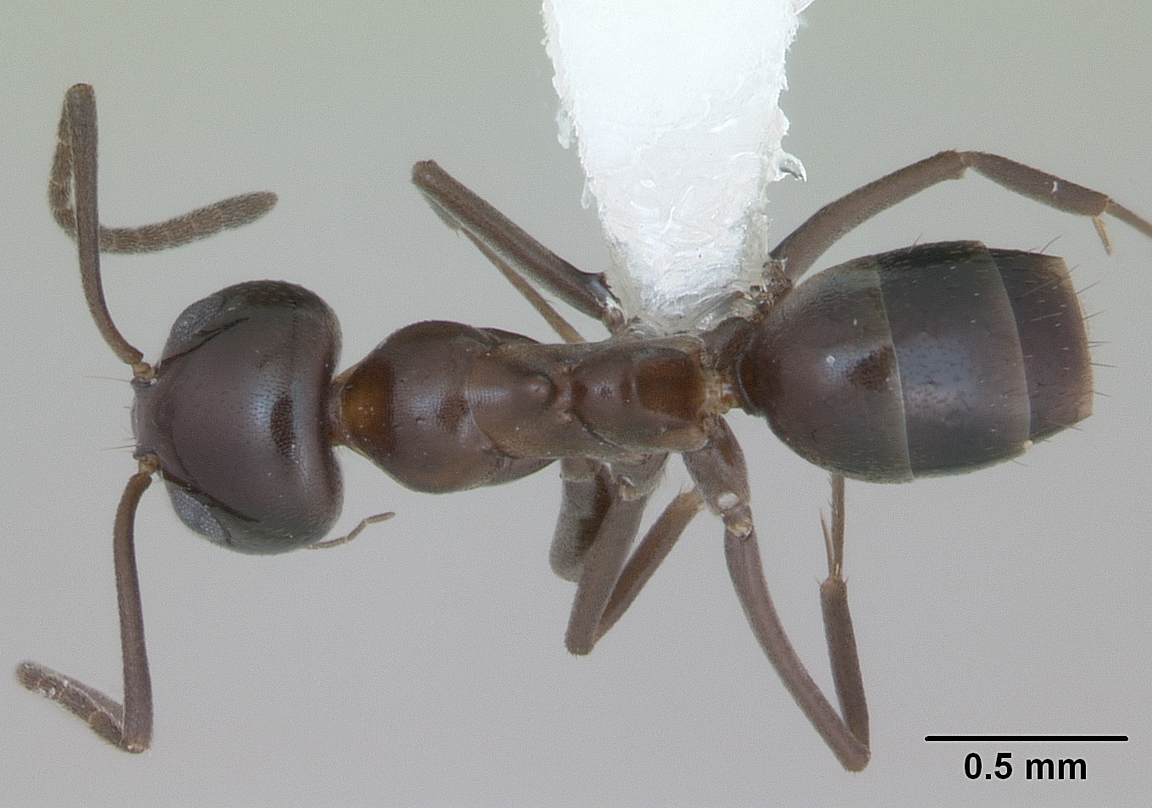
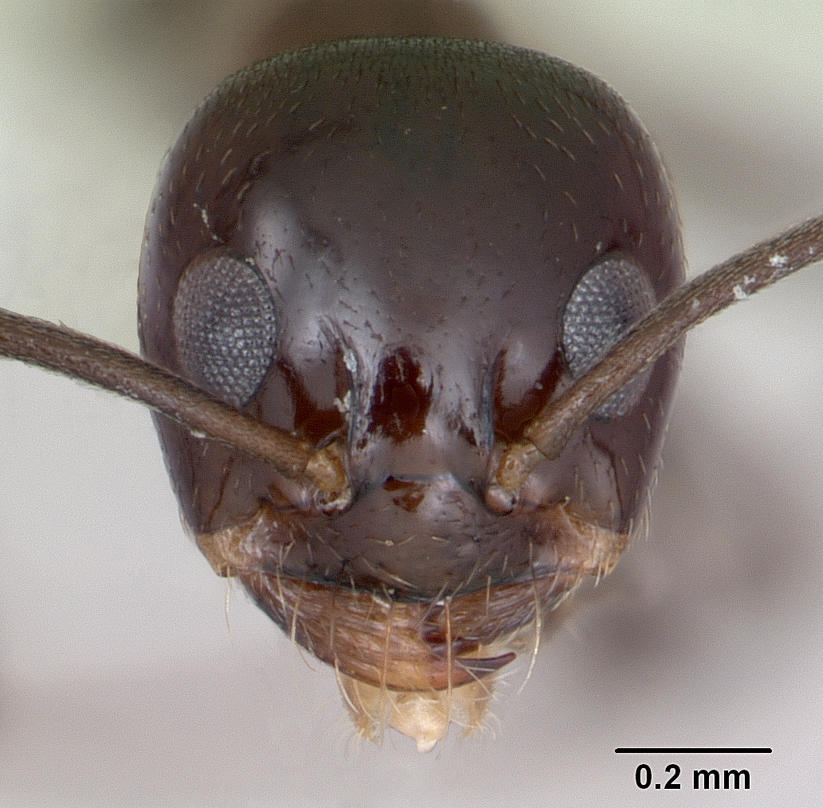
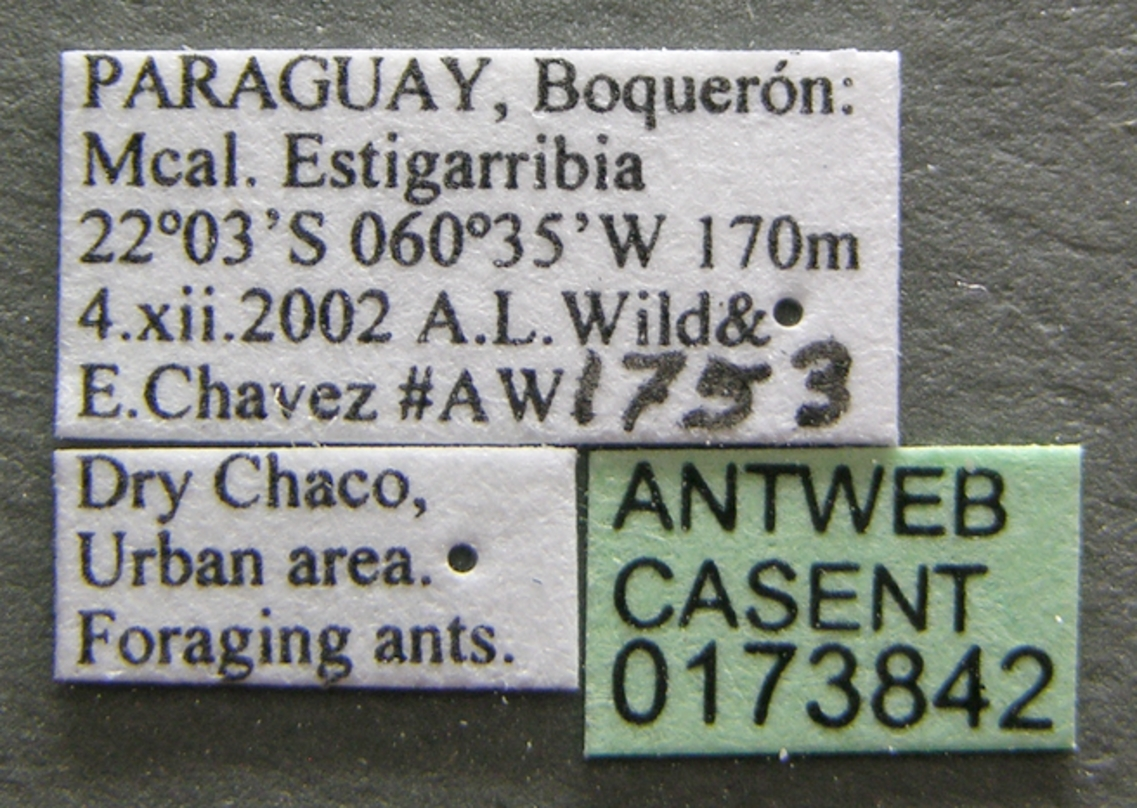
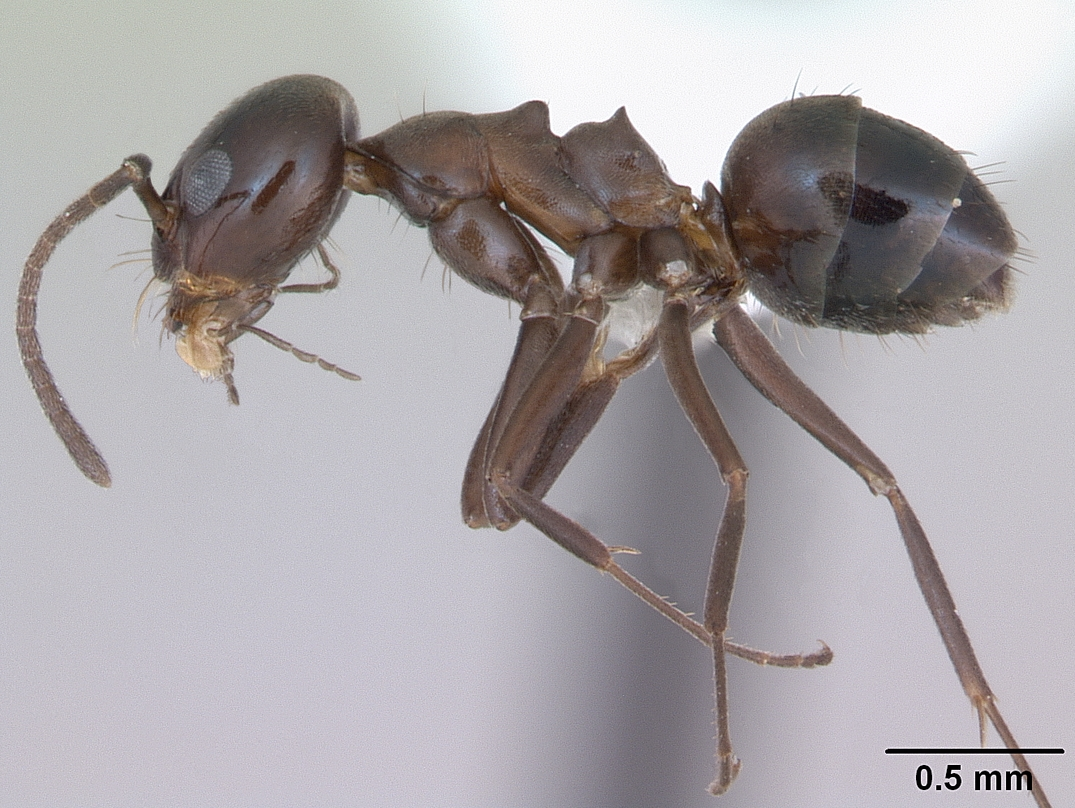